# Кумарова, Шарбану Мухитовна
Шарбану Мухитовна Кумарова (каз. Шәрбану Мұхитқызы Құмарова; 13 мая 1936, Иссык, Энбекши-Казахский район, Алматинская область, Казахская АССР, РСФСР, СССР — 4 декабря 2019, Алма-Ата, Казахстан) — советская и казахская писательница, заслуженный деятель Казахстана (2011).

## Биография
Родилась 13 мая 1936 года в г. Есик Алматинской области.
В 1961 году окончила филологический факультет Казахского государственного университета.
С 1961 по 1966 годы — литературный сотрудник газеты «Социалистический Казахстан» (ныне «Егемен Казакстан»).
С 1966 по 1968 годы — старший редактор Государственный комитета Совета Министров Казахской ССР по кинематографии.
С 1968 по 1972 годы — ответственный секретарь журнала «Мәдениет және тұрмыс» (ныне «Парасат»).
С 1972 по 1974 годы — заведующий литературным отделом Казахского государственного академического театра драмы имени Мухтара Ауэзова.
С 1976 по 1986 годы — редактор, старший редактор в издательстве «Жазушы», редактор в республиканских журналах «Қазақстан әйелдери», «Парасат».
С 1991 года персональный пенсионер республиканского значения.
Умерла 4 декабря 2019 года.

## Основные произведения

### Роман
- 2003 — «Сезім патшалығы»
- 1983 — «Өмірім менің — өнерім» совместно с народной артисткой СССР Куляш Байсеитовой.

### Сборники рассказов и повестей
- 1961 — «Исповедь девушки»
- 1964 — «Окна»
- 1968 — «Два тополя»
- 1971 — «Белое утро апреля»
- 1976 — «Белые облака»
- 1979 — «Қызыл қайың»
- 1980 — «Қазбауыр бұлттар»
- 1985 — «Әйел шырағы»
- 1991 — «Жердің тұзы»
- 1997 — «Құлжа жолы» и др.

## Награды и звания
- 1986 — Почётная грамота Верховного Совета Казахской ССР в связи с 50 — летним юбилеем.
- 1999 — Международная литературная премия Союза писателей Казахстана «Алаш» за книгу повести и рассказа-эссе «Кульджинский путь».
- 2003 — Орден Курмет за заслуги в казахской литературе и прозе.[2]
- 2011 — Указом Президента Республики Казахстан от 10 декабря 2011 года награждена почётным званием «Заслуженный деятель Республики Казахстана» за большой вклад в национальную литературу.[3]
- 2015 — Государственная стипендия Республики Казахстан в области культуры и искусства.[4]
- 2017 — Президентская стипендия Первого Президента Республики Казахстан в области культуры и искусства.[5][6]